# کاسپار ایزنکراهه
 کاسپار ایزنکراهه (آلمانی: Caspar Isenkrahe؛ زاده ۱۲ مهٔ ۱۸۴۴ – درگذشته ۱۲ اوت ۱۹۲۱) یک ریاضی‌دان، و فیزیک‌دان اهل آلمان بود.